# Szerkezeti minta
Az informatikában a szerkezeti programtervezési minták (angolul Structual patterns) olyan tervezési minták, melyek megkönnyítik a szoftver tervezését az entitások közötti kapcsolatok egyszerű azonosításával, felderítésével.

## Összefoglalás
A '90-es évek elején az angolul csak „Gang of Four” vagy GoF-ként emlegetett Erich Gamma, Richard Helm, Ralph Johnson és John Vlissides programozó négyest, akik ekkor írták meg a Programtervezési minták című könyvüket, amely ma is alapjául szolgál az objektumorientált programozási minták kutatásának.
A szerkezeti minták lényege az osztályokból és objektumokból nagyobb szerkezetek létrehozása. Amennyiben osztályokkal dolgozunk, örökléssel vagy felületek megvalósításával összetételeket hozunk létre, például több interfész implementálásával egy többféleképpen is viselkedő osztályt. Objektumok esetében dinamikus „összeragasztásukkal” érjük el az olyan összetételek létrejöttét, amelyek kellően rugalmasak.
A GoF könyv szerint ebbe a csoportba a következő minták tartoznak:
- Illesztő programtervezési minta
- Híd programtervezési minta
- Összetétel programtervezési minta
- Díszítő programtervezési minta
- Homlokzat programtervezési minta
- Pehelysúlyú programtervezési minta
- Helyettes programtervezési minta

## Fordítás
Ez a szócikk részben vagy egészben  a   Structural pattern című angol Wikipédia-szócikk ezen változatának fordításán alapul.  Az eredeti cikk szerkesztőit annak laptörténete sorolja fel. Ez a jelzés csupán a megfogalmazás eredetét és a szerzői jogokat jelzi, nem szolgál a cikkben szereplő információk forrásmegjelöléseként.